# Akademy
Akademy est une série de bande dessinée.
- Scénario : Julien Blondel
- Dessins : Anne Rouvin
- Couleurs : Kepon

## Albums
- Tome 1 : La Cour des grands (2007)
- Tome 2 : À balles réelles (2007)
- Tome 3 : Quartier libre (2008)
- Tome 4 : L'heure des comptes (2008)

## Publication

### Éditeurs
- Delcourt (Collection Impact) : Tomes 1 et 2 (première édition des tomes 1 et 2).